# Chaïkáli
Chaïkáli, en grec moderne : Χαϊκάλι, est un village du dème d'Achaïe-Occidentale, district régional d'Achaïe, en Grèce-Occidentale.
Selon le recensement de 2011, la population du village compte 317 habitants.